# 누산타라 국제공항
누산타라 국제공항(인도네시아어: Bandar Udara Internasional Nusantara, 영어: Nusantara International Airport)은 인도네시아의 새로운 수도인 누산타라를 위한 건설 중인 공항이다. 공항 건설은 2023년 11월 1일에 시작되었다.